# Coupe de Chine de football 2023
 (mai 2025).
Si vous disposez d'ouvrages ou d'articles de référence ou si vous connaissez des sites web de qualité traitant du thème abordé ici, merci de compléter l'article en donnant les références utiles à sa vérifiabilité et en les liant à la section « Notes et références ».
Navigation
Édition précédente Édition suivante
La Coupe de Chine de football 2023 est la 25e édition de la Coupe de Chine, une compétition à élimination directe mettant aux prises des clubs de football amateurs et professionnels à travers la Chine. Elle est organisée par la Fédération chinoise de football (CFA). Le vainqueur de cette compétition se qualifie pour la Ligue des champions de l'AFC 2024-2025, accompagné des trois meilleures équipes du championnat.
Le Shanghai Shenhua remporte la coupe en battant le Shandong Taishan 1 à 0 en finale, grâce à un but de Yu Hanchao.

## Programme
| Tour             | Date de tirage-au-sort | Dates de match       | Clubs restants | Clubs impliqués | Vainqueurs du tour précédent | Nouvelles entrées en ce tour | Nouvelles entrées Notes                                              |
| ---------------- | ---------------------- | -------------------- | -------------- | --------------- | ---------------------------- | ---------------------------- | -------------------------------------------------------------------- |
| Premier tour     | 5 mai 2023             | 17–20 mai 2023       | 64             | 32              | aucun                        | 32                           | 16 équipes de China League Two(3e sivision) 2023 16 équipes amateurs |
| Deuxième tour    | 5 mai 2023             | 30–31 mai 2023       | 48             | 32              | 16                           | 16                           | 16 équipes de China League One(2e sivision) 2023                     |
| Troisième tour   | 5 mai 2023             | 22–25 juin 2023      | 32             | 32              | 16                           | 16                           | 16 équipes de Super League Chinoise 2023(1er sivision) 2023          |
| Quatrième tour   | 5 mai 2023             | 25–26 juin 2023      | 16             | 16              | 16                           | aucun                        |                                                                      |
| Quarts de finale | 5 mai 2023             | 30–31 août 2023      | 8              | 8               | 8                            | aucun                        |                                                                      |
| Demi-finales     | 5 mai 2023             | 26–27 septembre 2023 | 4              | 4               | 4                            | aucun                        |                                                                      |
| Finale           | 5 mai 2023             | 25 novembre 2023     | 2              | 2               | 2                            | aucun                        |                                                                      |

## Premier tour
| Division | Club                       | Résultat                    | Club                       | Division |
| -------- | -------------------------- | --------------------------- | -------------------------- | -------- |
| (D4)     | Wuhan Xiaoma               | 0 - 3                       | Guangxi Lanhang            | (D3)     |
| (A)      | Shanghai Zhongchen         | 1 - 1 3 - 5 aux tirs au but | Quanzhou Yassin            | (D3)     |
| (D4)     | Guangxi Junling Feisu      | 0 - 5                       | Hubei Istar                | (D3)     |
| (D4)     | Qingdao May Wind           | 0 - 1                       | Yunnan Yukun               | (D3)     |
| (D4)     | Yiwu Jinxiu                | 0 - 0 1 - 4 aux tirs au but | Zibo Qisheng               | (D3)     |
| (D4)     | Fuzhou Changle Jingangtui  | 0 - 1                       | Beijing BIT                | (D3)     |
| (D4)     | Yili Nine Towns            | 1 - 2                       | Shaoxing Shangyu Pterosaur | (D3)     |
| (D4)     | Rizhao Yuqi                | 1 - 6                       | Chongqing Tongliang Long   | (D3)     |
| (D4)     | Shanxi Longchengren        | 0 - 1                       | Qingdao Red Lions          | (D3)     |
| (D4)     | Tianjin Jinchengren        | 0 - 1                       | Dalian Zhixing             | (D3)     |
| (D4)     | Xi'an Chongde Ronghai      | 1 - 1 1 - 4 aux tirs au but | Hainan Star                | (D3)     |
| (A)      | Changzhou Lanyi            | 1 - 2                       | Wuhan Jiangcheng           | (D3)     |
| (D4)     | Inner Mongolia Caoshangfei | 0 - 4                       | Hunan Billows              | (D3)     |
| (D4)     | Qujing Yibu                | 0 - 1                       | Jiangxi Dark Horse Junior  | (D3)     |
| (A)      | Shanghai Shenshui          | 0 - 1                       | Nantong Haimen Codion      | (D3)     |
| (D4)     | Ningxia Fangzhong          | 0 - 2                       | Tai'an Tiankuang           | (D3)     |

## Deuxième tour
| Division | Club                      | Résultat                    | Club                       | Division |
| -------- | ------------------------- | --------------------------- | -------------------------- | -------- |
| (D3)     | Quanzhou Yassin           | 1 - 2                       | Yanbian Longding           | (D2)     |
| (D3)     | Jiangxi Dark Horse Junior | 1 - 3                       | Qingdao West Coast         | (D2)     |
| (D3)     | Zibo Qisheng              | 1 - 1 5 - 4 aux tirs au but | Jinan Xingzhou             | (D2)     |
| (D3)     | Dalian Zhixing            | 1 - 1 5 - 6 aux tirs au but | Dongguan United            | (D2)     |
| (D2)     | Heilongjiang Ice City     | 3 - 0                       | Shaoxing Shangyu Pterosaur | (D3)     |
| (D3)     | Yunnan Yukun              | 2 - 0                       | Guangxi Pingguo Haliao     | (D2)     |
| (D3)     | Beijing BIT               | 0 - 1                       | Nanjing City               | (D2)     |
| (D3)     | Wuhan Jiangcheng          | 0 - 0 4 - 5 aux tirs au but | Guangzhou FC               | (D2)     |
| (D3)     | Guangxi Lanhang           | 0 - 2                       | Wuxi Wugo                  | (D2)     |
| (D3)     | Hunan Billows             | 1 - 0                       | Shanghai Jiading Huilong   | (D2)     |
| (D3)     | Qingdao Red Lions         | 1 - 1 2 - 4 aux tirs au but | Suzhou Dongwu              | (D2)     |
| (D3)     | Hainan Star               | 1 - 2                       | Jiangxi Lushan             | (D2)     |
| (D3)     | Nantong Haimen Codion     | 2 - 0                       | Liaoning Shenyang Urban    | (D2)     |
| (D3)     | Tai'an Tiankuang          | 3 - 3 4 - 5 aux tirs au but | Sichuan Jiuniu             | (D2)     |
| (D3)     | Hubei Istar               | 1 - 4                       | Dandong Tengyue            | (D2)     |
| (D3)     | Chongqing Tongliang Long  | 3 - 0                       | Shijiazhuang Gongfu        | (D2)     |

## Troisième tour
| Division | Club                     | Résultat                    | Club                  | Division |
| -------- | ------------------------ | --------------------------- | --------------------- | -------- |
| (D2)     | Yanbian Longding         | 0 - 2                       | Dalian Pro            | (D1)     |
| (D2)     | Sichuan Jiuniu           | 1 - 4                       | Zhejiang FC           | (D1)     |
| (D3)     | Hunan Billows            | 0 - 1                       | Henan FC              | (D1)     |
| (D2)     | Suzhou Dongwu            | 1 - 1 2 - 4 aux tirs au but | Meizhou Hakka         | (D1)     |
| (D2)     | Nanjing City             | 3 - 4                       | Changchun Yatai       | (D1)     |
| (D3)     | Zibo Qisheng             | 0 - 1                       | Beijing Guoan         | (D1)     |
| (D2)     | Jiangxi Lushan           | 1 - 5                       | Wuhan Three Towns     | (D1)     |
| (D2)     | Qingdao West Coast       | 2 - 1                       | Cangzhou Mighty Lions | (D1)     |
| (D2)     | Dandong Tengyue          | 1 - 1 2 - 4 aux tirs au but | Qingdao Hainiu        | (D1)     |
| (D3)     | Chongqing Tongliang Long | 0 - 0 4 - 2 aux tirs au but | Chengdu Rongcheng     | (D1)     |
| (D3)     | Yunnan Yukun             | 1 - 2                       | Shanghai Shenhua      | (D1)     |
| (D2)     | Guangzhou FC             | 1 - 3                       | Shanghai Port         | (D1)     |
| (D2)     | Wuxi Wugo                | 0 - 2                       | Tianjin Jinmen Tiger  | (D1)     |
| (D2)     | Dongguan United          | 1 - 6                       | Shandong Taishan      | (D1)     |
| (D2)     | Heilongjiang Ice City    | 0 - 3                       | Nantong Zhiyun        | (D1)     |
| (D3)     | Nantong Haimen Codion    | 1 - 1 5 - 4 aux tirs au but | Shenzhen FC           | (D1)     |

## Quatrième tour
| Division | Club                     | Résultat                    | Club                  | Division |
| -------- | ------------------------ | --------------------------- | --------------------- | -------- |
| (D1)     | Tianjin Jinmen Tiger     | 0 - 0 5 - 4 aux tirs au but | Shanghai Port         | (D1)     |
| (D1)     | Dalian Pro               | 1 - 1 5 - 4 aux tirs au but | Henan FC              | (D1)     |
| (D2)     | Qingdao West Coast       | 1 - 4                       | Beijing Guoan         | (D1)     |
| (D1)     | Meizhou Hakka            | 0 - 6                       | Shandong Taishan      | (D1)     |
| (D1)     | Nantong Zhiyun           | 2 - 0                       | Wuhan Three Towns     | (D1)     |
| (D1)     | Qingdao Hainiu           | 1 - 0                       | Changchun Yatai       | (D1)     |
| (D3)     | Chongqing Tongliang Long | 3 - 0                       | Nantong Haimen Codion | (D3)     |
| (D1)     | Shanghai Shenhua         | 5 - 1                       | Zhejiang FC           | (D1)     |

## Quarts de finale
| Division | Club                     | Résultat                    | Club                 | Division |
| -------- | ------------------------ | --------------------------- | -------------------- | -------- |
| (D1)     | Dalian Pro               | 2 - 0                       | Tianjin Jinmen Tiger | (D1)     |
| (D1)     | Beijing Guoan            | 1 - 1 4 - 5 aux tirs au but | Shandong Taishan     | (D1)     |
| (D1)     | Nantong Zhiyun           | 0 - 3                       | Qingdao Hainiu       | (D1)     |
| (D3)     | Chongqing Tongliang Long | 0 - 2                       | Shanghai Shenhua     | (D1)     |

## Demi-finales
| Division | Club           | Résultat | Club             | Division |
| -------- | -------------- | -------- | ---------------- | -------- |
| (D1)     | Dalian Pro     | 0 - 2    | Shandong Taishan | (D1)     |
| (D1)     | Qingdao Hainiu | 0 - 1    | Shanghai Shenhua | (D1)     |

## Finale
| Division | Club             | Résultat | Club             | Division |
| -------- | ---------------- | -------- | ---------------- | -------- |
| (D1)     | Shandong Taishan | 0 - 1    | Shanghai Shenhua | (D1)     |

| 25 novembre 2023 | Shandong Taishan | 0 - 1 | Shanghai Shenhua |                                                           |                                                           |
| 15h30 UTC+8      |                  | (0-0) | Yu Hanchao 64e   | Stade du Centre des Sports (olympiques) de Suzhou, Suzhou | Stade du Centre des Sports (olympiques) de Suzhou, Suzhou |